# ليبرالية اقتصادية

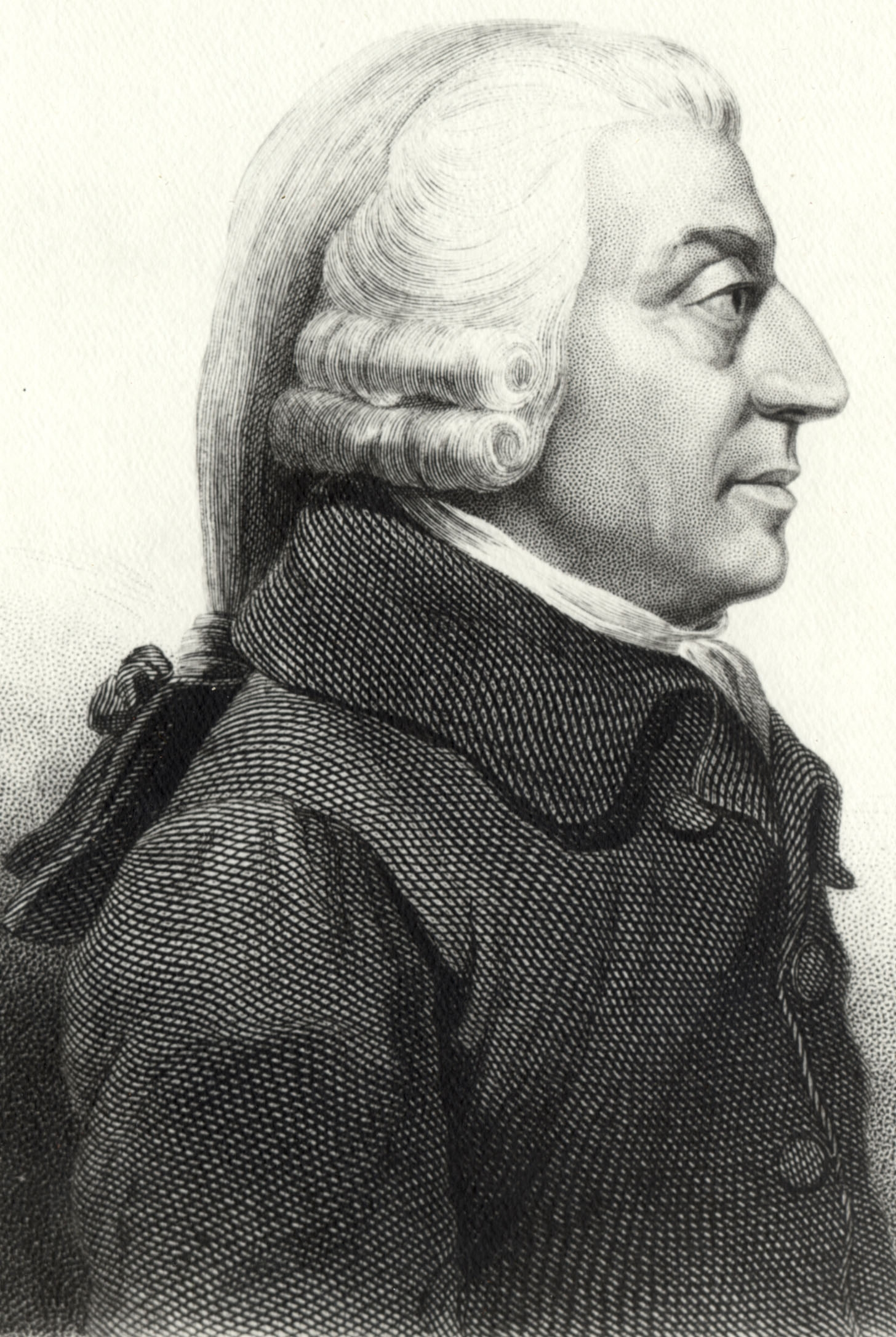

الليبرالية الاقتصادية هي السياسة الاقتصادية في الليبرالية الكلاسيكية، والتي ترفضها الليبرالية الاجتماعية (أو الاشتراكية).
إنها فلسفة اقتصادية تدعم اقتصاد عدم التدخل. يعتقد أنصار الليبرالية الاقتصادية أن الحرية السياسية والاجتماعية لا يمكن فصلها عن الحرية الاقتصادية، ويستخدمون حججا فلسفية لتأييد الليبرالية الاقتصادية والسوق الحر وتعارض تدخل الدولة في السوق وتدعم أكبر ما يمكن من التجارة الحرة والتنافس.